# 馬魁 (明朝)
馬魁，河南武陟县人。明朝政治人物、進士出身。

## 生平
洪武十八年，登進士，歷任官至都督府經歷。